# یوری، پادشاه گوگوریو
پادشاه یوریمیونگ (کره‌ای: 유리명태왕؛ زاده:۳۸ ق.م؛ سلطنت ۱۹ ق.م–۱۸ م.) دومین امپراتور گوگوریو، شمالی‌ترین پادشاهی در میان سه پادشاهی کره و بزرگ‌ترین پسر جومونگ، بنیان‌گذار امپراتوری گوگوریو بود. مانند بسیاری از فرمانروایان کهن کره، سرگذشت زندگی او در کتاب سامگوک ساگی ثبت شده‌است.پادشاه یوری در طول سلطنتش با سلسله هان، سلسله شین، قبیله ژیان‌بی و بویو درگیر بود. او به طور فعال قلمرو خود را از طریق فتوحات، مانند حمله و نابودی قبایل اطراف یانگ‌مک و تصرف مناطق زیادی گسترش داد. او فرمانروایی بود که پایه و اساس گوگوریو را بنا نهاد. او همچنین به عنوان شخصیت اصلی (هوانگجوگا) یکی از معدود اجداد گوگوریو، شناخته می‌شود.

## سلطنت
یوریمیونگ به عنوان یک پادشاه قدرتمند و موفق از نظر نظامی توصیف می‌شود. او یک قبیله ژیان‌بی را در ۹ ق. م با کمک بو بو‌نو فتح کرد. در سال ۳ قبل از میلاد، یوریمیونگ پایتخت را از جولبون به گونگنه‌سونگ منتقل کرد. سلسله هان توسط وانگ مانگ که سلسله شین را تأسیس کرد سرنگون شد. در سال ۱۲ میلادی، وانگ مانگ یک پیام آور به گوگوریو فرستاد تا از نیروهایی برای کمک به فتح شیونگ‌نو درخواست کند. یوریمیونگ این درخواست را رد کرد و در عوض به شین حمله کرد.
او شش پسر داشت و از جمله آنها هه میونگ و موهیول بودند. پس از مرگ دوجول که پسر ارشد پادشاه یوریمیونگ بود، هه میونگ به عنوان ولیعهد گوگوریو معرفی شد. اما یوریمیونگ متوجه شد که هه میونگ بیش از حد بی پروا و نافرمان است. یوریمیونگ در سال ۱۴ میلادی پسر کوچکتر، موهیول را جایگزین او کرد. موهیول پسر یوریمیونگ از دختر سونگ‌یانگ بود. موهیول بعدها به عنوان پادشاه تموشین به گوگوریو حکومت کرد.
گفته می‌شود شعری که یوری برای صیغه مورد علاقه‌اش چیهوی سروده بود، باقی مانده‌است. عنوان آن هوانگجوگا (آواز پرنده زرد) بود.

## جانشین
پادشاه یوریمیونگ پس از ۳۷ سال سلطنت در سال ۱۸ میلادی درگذشت. جانشین او کوچک‌ترین پسر باقیمانده‌اش، موهیول بود که با نام پادشاه تموشین بر تخت نشست.

## خانواده
- پدر: پادشاه دونگ‌میونگ (동명성왕)
- مادر: ملکه یه سویا (예씨 부인)
- ملکه:
  - ملکه سونگ (왕후 송씨)

فرزندان
| نام       | نام              | تاریخ              | توضیحات                               |
| --------- | ---------------- | ------------------ | ------------------------------------- |
| پسر نخست  | شاهزاده دوجول    | ؟ ~ ۱ میلادی       | نخستین ولیعهد                         |
| پسر دوم   | شاهزاده هه میونگ | ۱۲ ق.م. ~ ۹ میلادی | دومین ولیعهد                          |
| پسر سوم   | شاهزاده موهیول   | ۴ ~ ۴۴ میلادی      | سومین پادشاه گوگوریو                  |
| پسر چهارم | شاهزاده یوجین    | ؟ ~ ۱۸ میلادی      | کشته شده در جنگ                       |
| پسر پنجم  | شاهزاده سکجو     | ؟ ~ ۴۸ میلادی      | چهارمین پادشاه گوگوریو                |
| پسر ششم   | شاهزاده جه‌سا     | ناشناخته           | پدر ششمین پادشاه گوگوریو، پادشاه ته‌جو |
| دختر نخست | ناشناخته         | ناشناخته           | همسر آقای وو                          |

- صیغه(های) سلطنتی:
  - صیغه: بانو هواهوی (화희)
  - صیغه: بانو چیهوی (치희)

## نظریه‌های مربوط به پادشاه یوریمیونگ

### نظریه غصب
در مطالعات اخیر، برخی از مورخان مجموعه‌ای از مشاهدات را در مورد تأسیس گوگوریو انجام داده‌اند که باعث شد فکر کنند یوریمیونگ احتمالاً پسر گو جومونگ نبوده، بلکه یک غاصب بوده‌است.
مشاهداتی که منجر به این نتیجه شد، مرگ زودهنگام جومونگ، تفاوت در نام خانوادگی، رفتار خشن یوریمیونگ با برخی از ارزشمندترین نزدیکان جومونگ و تفاوت در سبک‌های حکومت بود. جومونگ در سن ۴۰ سالگی درگذشت که در مقایسه با برخی از جانشینان و پیشینیان او بسیار زود است. تعداد بسیار کمی از فرمانروایان آن دوره قبل از ۴۰ سالگی مردند. تفاوت در نام خانوادگی ممکن است نشان دهنده تغییر سلسله از خانواده گو به خانواده هه باشد.
نکته شگفت‌انگیز دیگری که باید در نظر گرفت این واقعیت است که اکثر افراد مورد اعتماد جومونگ تبعید یا استعفا داده بودند. به عنوان مثال هیو‌پ‌بو، که در میان سه دنبال کننده اول جومونگ بود. با توجه به جلد اول گوگوریو از تاریخ سه پادشاهی (سامگوک ساگی)، هیوپ‌بو با روشی که پادشاه یوریمیونگ مدام از کاخ برای رفتن به سفرهای شکار خارج می‌شد مخالف بود و به شدت از پادشاه می‌خواست که بیشتر به مسائل مربوط به پادشاهی توجه کند.
با این حال، یوریمیونگ عصبانی شد و هیوپ‌بو (협보) را مجبور کرد از سمت خود استعفا دهد. با این حال، با این واقعیت که همه اطرافیان جومونگ حذف نشدند، می‌توان با این ادعا مقابله کرد. ژنرال بو بونو (扶芬奴) و اویی در بیشتر دوران سلطنت شاه یوریمیونگ به گوگوریو خدمت کردند و نقش‌های فعالی در پادشاهی داشتند. گوگوریو تحت رهبری یوریمیونگ سیاست توسعه طلبانه سختگیرانه ای را که در زمان جومونگ وجود داشت، نشان نداد. آخرین مشاهده، ذکر شمشیر شکسته در افسانه است.
برخی از مورخان استنباط کرده‌اند که یافتن تکه ای از شمشیر شکسته جومونگ و استفاده از آن به عنوان ادعای یوری به معنای فروپاشی رژیم جومونگ و به قدرت رسیدن یوری است. به‌طور کلی، این واقعیت که جومونگ پنج ماه پس از ورود یوری درگذشت، باعث سوء ظن این مورخان شده‌است. با این حال، این صرفاً یک تئوری است و هیچ فرضی نمی‌توان داشت.

## نام خانوادگی هه و گو
یک نظریه و دلیل تغییر نام‌های خانوادگی در خانواده سلطنتی این است که از آنجایی که پادشاه یوریمیونگ گوگوریو در جوانی بدون پدرش و خارج از خانواده سلطنتی گو بزرگ شد، احتمالاً نام خانوادگی دیگری غیر از نام خانوادگی گو داشته‌است. هنگامی که یوری در بزرگسالی به خاندان سلطنتی گو (با نام خانوادگی هه) بازگشت و پادشاه شد، نام خانوادگی خود را تغییر نداد، زیرا نیاز فوری به آن وجود نداشت. اعتقاد بر این است که نام خانوادگی او هه از هه موسو که پدر جومونگ بوده‌است، گرفته شده‌است. به همین دلیل نام خانوادگی دومین، سومین، چهارمین و پنجمین پادشاه گوگوریو هه باقی ماند. آن پادشاهان یا پسران یوریمیونگ بودند یا پدری داشتند که پادشاه سلف بود؛ بنابراین نام خانوادگی هه برای مدتی به عنوان نام خانوادگی سلطنتی سلطنت گوگوریو باقی ماند.
اما هنگامی که ششمین پادشاه گوگوریو، تائجو، پس از جنگ قدرت برای تاج و تخت، (بین او و نوادگان پادشاهان هه) بر تخت نشست، او نام خانوادگی سلطنتی را دوباره به گو تغییر داد. دلیل آن احتمالاً نداشتن پدری بود که پادشاه سلف او بود و نیاز او به تقویت ادعای خود برای تاج و تخت بود.

## فرهنگ عامه
- به تصویر کشیده شده توسط آن یونگجون و جونگ یونسوک در سریال تلویزیونی جومونگ ۲۰۰۶~۲۰۰۷ ام‌بی‌سی.
- توسط جونگ جینیونگ در مجموعه تلویزیونی کی‌بی‌اس ۲۰۰۸~۲۰۰۹ سرزمین بادها به تصویر کشیده شد.
- توسط پارک جونگوو در مجموعه تلویزیونی کی‌بی‌اس ۲۰۱۰~۲۰۱۱ پادشاه افسانه به تصویر کشیده شد.